# Жёлтый варан
Жёлтый варан (лат. Varanus flavescens) — вид ящериц из семейства варанов.

## Описание

### Внешний вид
Жёлтый варан является самым мелким членом подрода Empagusia. Достигает максимальной общей длины приблизительно 100 см. Самки и самцы не отличаются по размерам.
Морда короткая, выпуклая, конец её закруглен. Длина морды немного меньше, чем расстояние от переднего края глаза до переднего края уха. Ноздри косые, щелевидные, удлиненные и расположены несколько ближе к кончику морды, чем к глазу. Щитки на голове маленькие, примерно одинаковой величины; срединный ряд надглазничных щитков несколько поперечно расширен. Чешуи на верхней поверхности тела, некрупные, овальные, ребристые. Вокруг середины тела располагаются 84—104 ряда чешуй. Брюшные щитки гладкие, расположены в 65—75 поперечных рядов. Хвостовые чешуи ребристые. Пальцы короткие, длина четвёртого пальца, измеряемая от его пястного сустава до основания когтей, не превышает длины бедра. Зубы почти не сжаты с боков. Как и у капского варана, хвост сравнительно короткий (его длина составляет 120—130 % длины тела от кончика морды до клоаки), несколько сжатый с боков, с низким двойным килем в верхней части.
Окраска этого варана очень изменчива даже среди животных из одной и той же области. Основная окраска жёлтого варана — желтовато-зелёная, оливковая или желтовато-коричневая с более яркими глазками, расположенными на спине в виде поперечных рядов, и неясными тёмными (иногда красными) отметинами, которые обычно сливаются в различные полосы. Височная полоса черноватая. Нижняя поверхность тела желтоватая с расплывчатыми бурыми поперечными полосами, которые в наибольшей степени выражены на горле. В течение сезона муссонов цвета у обоих полов становятся более интенсивными. Молодые животные сверху тёмно-коричневые с жёлтыми пятнами, сливающимися в поперечные полосы, а снизу желтые с тёмно-коричневыми поперечными полосами.

### Распространение
Жёлтый варан обитает в Бангладеш, Непале, в северной части Индии и Пакистане.

### Образ жизни
Жёлтый варан — плохо изученный вид. Несмотря на сильное внешнее сходство с капским вараном, среда обитания и поведение этих двух видов отличаются. В течение долгого времени считалось, что жёлтый варан является жителем сухих областей, но это неверно. Теперь выяснилось, что эти животные на самом деле предпочитают жить вблизи от воды. Они часто встречаются в болотистых местностях, как правило, в поймах больших рек (Инд, Ганг и Брахмапутра). Жёлтые вараны иногда встречаются около потоков в предгорьях, но они, вероятно, не приспособлены для жизни в гористых местностях. Хотя песок является преобладающей почвой в большинстве местообитаний, эти вараны не выносят высоких концентраций соли и поэтому отсутствуют в побережьях.
Многие из областей, населяемых жёлтым вараном, подвергаются резким сезонным изменениям. Животные наиболее активны в течение влажного времени года и наименее активны сухой зимой (ноябрь—февраль).
Вараны используют в качестве убежищ норы, щели в речных берегах или термитники. Вход в свою нору вараны могут запечатывать земляной пробкой.
Жёлтые вараны неохотно лазают по деревьям, но хорошо плавают. Во время сезона дождей, когда их местообитания затопляются, жёлтые вараны проводят большую часть времени в воде, охотясь и накапливая большие запасы жира для поддержания жизни в течение зимы.
Khan (1988) оценивает численность жёлтых варанов в подходящих местах обитания в Бангладеш примерно в 7,5 особей на км².

### Питание
Рацион жёлтых варанов состоит в значительной степени из лягушек, жаб, яиц черепах и ящериц. Они также едят лягушачью икру, мелких млекопитающих, птиц и их яйца, различных беспозвоночных, особенно жуков и земляных червей.

### Размножение
Сообщается о равных количествах самцов и самок в популяциях, но самцы, вероятно, более активны в течение сезона размножения. Спаривание происходит в июне—июле, откладка яиц средним числом 16 (максимум 30) длится с августа по октябрь. Яйца, вероятно, помещаются в норы на возвышенностях, чтобы избежать затопления гнезд. В Индии молодые появляются в марте. Новорождённые вараны достигают приблизительно 14,5 см в длину (длина тела без хвоста около 6,5 см). Половой зрелости достигают при длине тела (без хвоста) около 25 см.

## Охранный статус
Жёлтый варан включен в Приложение I Международной конвенции о торговле видами дикой флоры и фауны (СИТЕС). Многие места его обитания были сильно изменены человеком в сельскохозяйственных целях, особенно в прошлом столетии, что привело к исчезновению этого вида во многих областях, которые он ранее населял, включая Агру в западном Уттар-Прадеше, Индия.
Несмотря на охранный статус этих ящериц, продажа их шкур в течение 1980-х годов составляла почти полмиллиона ежегодно, большая часть из которых экспортировалось в Японию. Период наибольшей активности ящериц совпадает с сезонным понижением занятости в сельскохозяйственных областях, и в результате множество людей заготавливают шкуры и продают их торговцам. Жёлтый варан, вероятно, исчез на большей части своего изначального ареала и, за исключением комодского дракона, считается наиболее уязвимым видом варанов.